# Sebana
Sebana (łac. Sebanensis, wł. Diocesi di Sabiona) – stolica historycznej diecezji w Tyrolu erygowanej w połowie VI wieku, a roku 922 skasowanej i włączonej w skład diecezji Brixen.
Współczesne miasto Klausen znajduje się w Prowincji Bolzano we Włoszech. Obecnie katolickie biskupstwo tytularne ustanowione w 1966 r. przez papieża Pawła VI.

## Biskupi tytularni
| Lp. | Biskup              | Funkcja                                | Od                  | Do            |
| --- | ------------------- | -------------------------------------- | ------------------- | ------------- |
| 1   | Antonio Fustella    | administrator apostolski Saluzzo       | 1 października 1967 | 22 maja 1973  |
| 2   | Maurílio de Gouveia | biskup pomocniczy Lizbony (Portugalia) | 26 listopada 1973   | 21 marca 1978 |
| 3   | Thomas A. White     | nuncjusz apostolski                    | 27 maja 1978        | 7 maja 2017   |
| 4   | Angelo Accattino    | nuncjusz apostolski                    | 12 września 2017    |               |